# Habralictus mapiriensis
Habralictus mapiriensis är en biart som först beskrevs av Carlos Schrottky 1910.  Habralictus mapiriensis ingår i släktet Habralictus och familjen vägbin. Inga underarter finns listade i Catalogue of Life.